# 604 v. Chr.
Portal Geschichte | Portal Biografien | Aktuelle Ereignisse | Jahreskalender | Tagesartikel

◄ |
8. Jahrhundert v. Chr. |
7. Jahrhundert v. Chr. |
6. Jahrhundert v. Chr. |
►

◄ | 620er v. Chr. | 610er v. Chr. | 600er v. Chr. | 590er v. Chr. |
580er v. Chr. |
►

◄◄ | ◄ | 607 v. Chr. | 606 v. Chr. | 605 v. Chr. | 604 v. Chr. |
603 v. Chr. |
602 v. Chr. |
601 v. Chr. |
► |
►►

## Ereignisse

### Wissenschaft und Technik
- Im babylonischen Kalender fällt das babylonische Neujahr des 1. Nisannu auf den 24.–25. März[1]; der Vollmond im Nisannu auf den 7.–8. April[1] und der 1. Tašritu auf den 17.–18. September.[1]